# Гуляйпільська сільська рада (Гуляйпільський район)
| Гуляйпільська сільська рада — колишній орган місцевого самоврядування у Гуляйпільському районі Запорізької області з адміністративним центром у с. Гуляйпільське. Сільській раді були підпорядковані населені пункти: - с. Гуляйпільське |

## Склад ради
Рада складалася з 12 депутатів та голови. Партійний склад: Самовисування — 8, «Наш край» — 3, «Сильна Україна» — 1 депутат.

### Керівний склад ради
| ПІБ                      | Основні відомості                                                         | Дата обрання | Дата звільнення |
| ------------------------ | ------------------------------------------------------------------------- | ------------ | --------------- |
| Поліщак Валентина Яківна | Сільський голова, 1956 року народження, освіта, член Партії регіонів      | 26.03.2006   | 31.10.2010      |
| Поліщак Валентина Яківна | Сільський голова, 1956 року народження, освіта вища, член Партії регіонів | 31.10.2010   |                 |

Примітка: таблиця складена за даними джерела

## Населення
Згідно з переписом УРСР 1989 року чисельність наявного населення сільської ради становила 1143 особи, з яких 524 чоловіки та 619 жінок.
За переписом населення України 2001 року в сільській раді мешкало 1057 осіб.

### Мова
Розподіл населення за рідною мовою за даними перепису 2001 року:
| Мова       | Відсоток |
| ---------- | -------- |
| українська | 92,34 %  |
| російська  | 7,56 %   |
| білоруська | 0,09 %   |